# Новинка (Осташковский район)
Новинка — деревня в Осташковском городском округе Тверской области. 

## География
Деревня расположена на берегу озера Стерж в 61 км на северо-запад от города Осташкова.

## История
В 1823 году на погосте Стерж близ деревни была построена каменная Владимирская церковь с 3 престолами, метрические книги с 1780 года.
В конце XIX — начале XX века деревня вместе с погостом Стерж входили в состав Залесской волости Осташковского уезда Тверской губернии. 
С 1929 года деревня являлась центром Мосеевского сельсовета Осташковского района Великолукского округа Западной области, с 1935 года — в составе Калининской области, с 1994 года — в составе Свапущенского сельского округа, с 2005 года — в составе Свапущенского сельского поселения, с 2017 года — в составе Осташковского городского округа.

## Население
| 1859 | 1889 | 2002 | 2008 | 2010 |
| ---- | ---- | ---- | ---- | ---- |
| 32   | ↗72  | ↘15  | ↘11  | ↘10  |

## Достопримечательности
В деревне расположена недействующая Церковь Петра и Павла (1823).